# سيمون كويل (مقدم تلفزيوني)
سيمون كويل (بالإنجليزية: Simon Cowell)‏ (19 أبريل 1952 - 9 يونيو 2024) هو مقدم تلفزيوني بريطاني، ولد في 1952.

## وصلات خارجية
- الموقع الرسمي
- سيمون كويل على موقع IMDb (الإنجليزية)